# 男極探射燈
《男極探射燈》（英文：Nowhere to Hide!），是2015年製作、2016年上映的香港喜劇電影，由李逸朗、楊子瑤、彭懷安、杜浚斌主演，劉馬車特別客串，劉俊輝執導。 

## 劇情
週刊記者家明（李逸朗飾）任識雜誌社《探射燈》，社長達哥（樓南光飾）在雜誌經濟拮据下，要求旗下三位記者家明、Ｑ王（彭懷安飾）及車王泰（杜浚斌飾）力發掘城中不同政治名人醜聞與生態。
家明先後追訪「乳鴿黨」柯春仁與其黨羽的桃色新聞、過程中得悉鳳姐芳芳也是遭到網站壓搾而繼續追訪，透過芳姐繼而揭發黑社會操控情況。另一方面，家明在協助芳芳的過程，認識社工柴奀（楊子瑤飾）。柴奀的爸爸柴郎（陳惠敏飾）是黑幫老大，嘗試逐甜甜角逐業主立案法團席的位置，媽媽龍霞性格涼薄。
雜誌在三人努力追訪下，銷路穩步上揚，可是卻衍生其他危機。

## 演員

### 主要演員
| 演員   | 角色   | 介紹                 |
| 李逸朗 | 家明   | 《探射燈》週刊記者   |
| 彭怀安 | Q王    | 《探射燈》週刊記者   |
| 杜浚斌 | 車王泰 | 《探射燈》週刊記者   |
| 樓南光 | 達哥   | 《探射燈》週刊社長   |
| 楊子瑤 | 柴奀   | 社工                 |
| 陈惠敏 | 柴郎   | 黑幫老大，柴奀之父親 |
| 劉馬車 |        | 客串演出             |

### 其他演員
- 黃光亮
- 林子善
- 馬蹄露
- 苑瓊丹
- 黄夏蕙
- 吴浣仪
- 區藹玲
- 戴耀明
- 王维德
- 莫慧瑜
- 艾美琦
- 李芯瑩
- 陳麗柔
- 陳凱韻
- 盧詠雯
- 黄榕
- 林貝峰
- 區天兒
- 李力持
- 林超荣
- 郑文辉
- 杨英伟
- 刘锡贤
- 梁焯满
- 黃栢文
- 林敬刚
- 李子明
- 吴瑞庭
- 乔宝宝
- 鲁振顺
- 程芷渝
- 雪梨
- 王玮
- 刘马车
- 嘉伦
- 严泳彤
- 陈思铭
- 骆文
- 高俊文

## 軼事
- 女主角一度找来時任香港行政長官梁振英二女梁齊昕参与演出，但她后来辭演，女主角最后由新人楊子瑤出演。另外，該电影本来2016年5月12日上映，但上映前突然暂停上映，无公佈原因。最後安排在9月22日上映。[2]
- 網絡紅人“劉馬車”曾於2015年客串該電影，但2016年3月之後因涉嫌強制猥褻、猥褻兒童罪，在深圳被警方拘留，其後被判罪成入獄，因而無法參與該電影的慶功宴。

## 外部連結
- 香港影庫上《男極探射燈》的資料（繁體中文）
- 豆瓣电影上《男極探射燈》的資料 （简体中文）
- 電影《男極探射燈》預告片 （页面存档备份，存于）